# تپه اطراف شهر سوخته ۳۳۹
تپه اطراف شهر سوخته ۳۳۹ مربوط به هزاره سوم قبل از میلاد است و در شهرستان زابل، بخش شیب آب، دهستان لوتک، روستای حومه شهر سوخته، ۱۱ کیلومتری جنوب شرق پایگاه باستان‌شناسی واقع شده و این اثر در تاریخ ۲۲ آبان ۱۳۸۶ با شمارهٔ ثبت ۱۹۹۶۹ به‌عنوان یکی از آثار ملی ایران به ثبت رسیده است.